# Cilindre de Barton
El cilindre de Barton és un cilindre sòlid d'argila amb un text mitològic en sumeri en inscripcions cuneïforme, que es trobà a la localitat de Nippur. El cilindre va ser trobat el 1889 durant les excavacions fetes a càrrec de la Universitat de Pennsilvània (seu actual de les troballes). El cilindre pren el seu nom de George Aaron Barton, que va ser el primer a publicar una transcripció i traducció del text el 1918. Bendt Alster i Westenholz Aage publicaren el 1994 un text actualitzat i la seva traducció.
El text explica la creació del món com a unió del cel i de la terra, un mite recurrent en diverses cultures. A partir d'allà es creen els altres déus (aparellats com a bessons primordials) que al seu torn donen lloc als éssers vivents i accidents naturals. En un fragment apareix una menció a una divinitat serp plena d'astúcia que recorda a la serp bíblica posterior.